# Carlos Vigaray
Carlos Martín Vigaray, né le 7 septembre 1994 à Leganés en Espagne, est un footballeur espagnol évoluant au poste de défenseur au Real Saragosse.

## Palmarès
Deportivo Alavés
- Finaliste de la Coupe d'Espagne en 2017